# Auradilus convolutus
Auradilus convolutus is een mosselkreeftjessoort uit de familie van de Hemicytheridae. De wetenschappelijke naam van de soort is voor het eerst geldig gepubliceerd in 1868 door Brady.